# أحمد شوقي
أحمد شوقي علي أحمد شوقي (1285- 1351 هـ / 1868- 1932 م) هو شاعر وكاتب مسرحي مصري، يُعد أشهر شعراء العربية في العصر الحديث، لقِّب بـ «أمير الشعراء».

## نشأته وسيرته
وُلِدَ أحمد شوقي بِحيّ الحنفي بالقاهرة في 29 جُمادى الآخرة 1285هـ الموافق 16 أكتوبر 1868م، لأب شركسي وأم يونانية تركية
 وأمه من أصول تركية وشركسية، وبعض المصادر تقول إن جدته لأبيه شركسية وجدته لأمه يونانية. وكانت جدته لأمه تعمل وصيفة في قصر الخديوي إسماعيل، وعلى جانب من الغنى والثراء، فتكفلت بتربية حفيدها ونشأ معها في القصر. لما بلغ الرابعة من عمره التحق بكُتّاب الشيخ صالح، فحفظ قدرًا من القرآن وتعلّم مبادئ القراءة والكتابة، ثم التحق بمدرسة المبتديان الابتدائية، وأظهر فيها نبوغًا واضحًا كوفئ عليه بإعفائه من مصروفات المدرسة، وانكب على دواوين فحول الشعراء حفظًا واستظهارًا، فبدأ الشعر يجري على لسانه.
حين بلوغه سن الخامسة عشرة التحق بمدرسة الحقوق، وذلك سنة (1303هـ/1885م)، وانتسب إلى قسم الترجمة الذي كان قد أنشئ بها حديثًا، وفي هذه الفترة بدأت موهبته الشعرية تلفت نظر أستاذه الشيخ محمد البسيوني، ورأى فيه مشروع شاعر كبير.
بعد ذلك سافر إلى فرنسا على نفقة الخديوي توفيق، وقد حسمت تلك الرحلة الدراسية الأولى منطلقات شوقي الفكرية والإبداعية، وخلالها اشترك مع زملاء البعثة في تكوين (جمعية التقدم المصري)، التي كانت أحد أشكال العمل الوطني ضد الاحتلال الإنجليزي. وربطته حينئذ صداقة حميمة بالزعيم مصطفى كامل، وتفتّح على مشروعات النهضة المصرية.
طوال إقامته بأوروبا، كان فيها بجسده بينما ظل قلبه معلقًا بالثقافة العربية وبالشعراء العرب الكبار وعلى رأسهم المتنبي. لكن تأثره بالثقافة الفرنسية لم يكن محدودًا، وتأثر بالشعراء الفرنسيين وبالأخص راسين وموليير .
يُلاحظ خلال فترة الدراسة في فرنسا وبعد عودته إلى مصر أن شعر شوقي كان يتوجه نحو المديح للخديوي عباس، الذي كانت سلطته مهددة من قبل الإنجليز، ويرجع النقاد التزام أحمد شوقي بالمديح للأسرة الحاكمة إلى عدة أسباب منها أن الخديوي هو ولي نعمة أحمد شوقي، وثانيا الأثر الديني الذي كان يوجه الشعراء على أن الخلافة العثمانية هي خلافة إسلامية وبالتالي وجب الدفاع عن هذه الخلافة.
لكن هذا أدى إلى نفي الإنجليز للشاعر إلى إسبانيا عام 1915، وفي هذا النفي اطلع أحمد شوقي على الأدب العربي والحضارة الأندلسية هذا بالإضافة إلى قدرته التي تكونت في استخدام عدة لغات والاطلاع على الآداب الأوروبية، وكان أحمد شوقي في هذه الفترة على علم بالأوضاع التي تجري في مصر، فأصبح يشارك في الشعر من خلال اهتمامه بالتحركات الشعبية والوطنية الساعية للتحرير عن بعد وما يبث شعره من مشاعر الحزن على نفيه من مصر، وعلى هذا الأساس وجد توجه آخر في شعر أحمد شوقي بعيدا عن المدح الذي التزم به قبل النفي. عاد شوقي إلى مصر سنة 1920.
في عام 1927، بايع شعراء العرب كافة شوقي أميرا للشعر، وبعد تلك الفترة تفرغ شوقي للمسرح الشعري حيث يعد الرائد الأول في هذا المجال عربيا؛ ومن مسرحياته الشعرية مصرع كليوباترا وقمبيز ومجنون ليلى وعلي بك الكبير .

## خصائص شعره

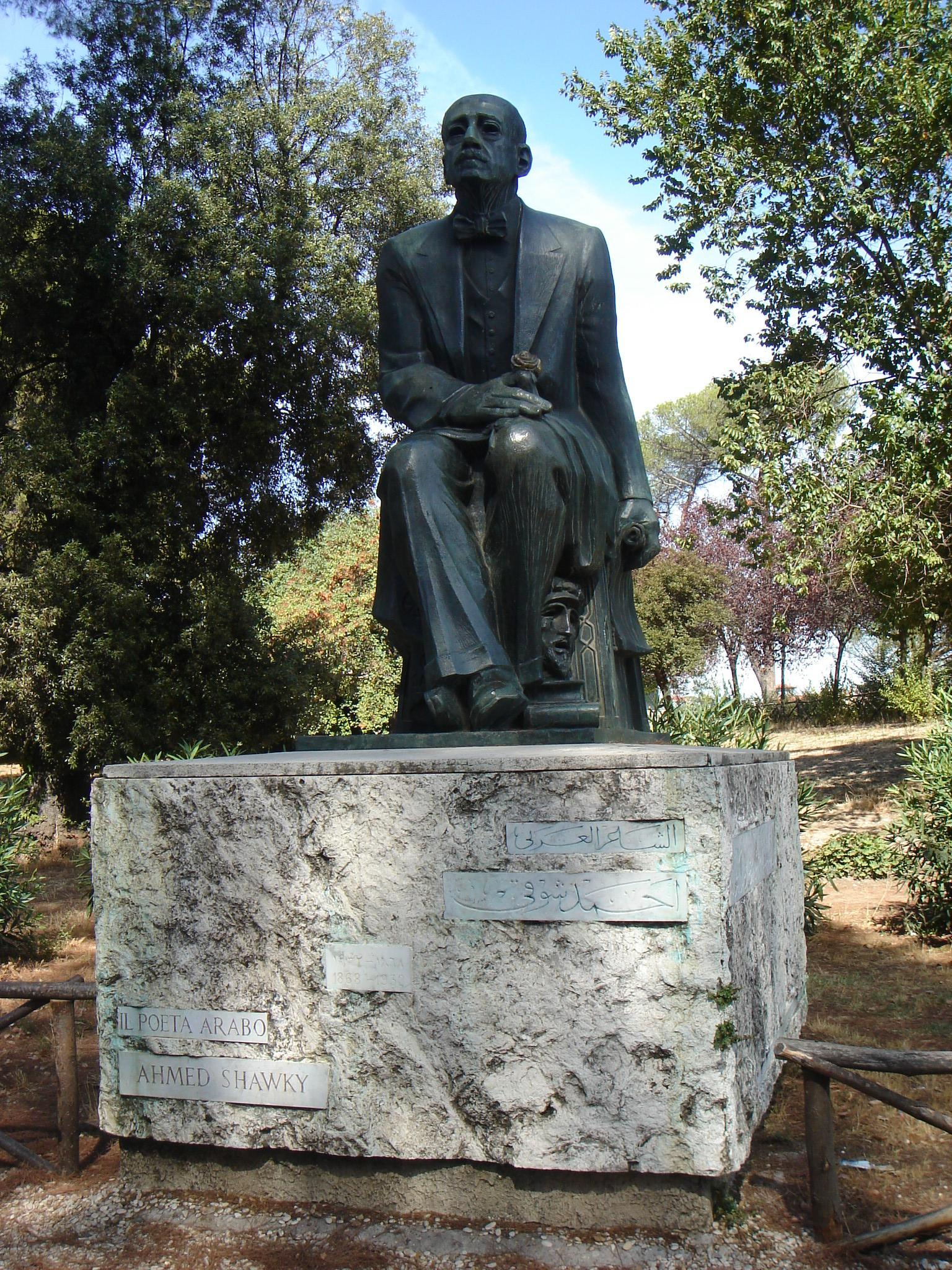
تمثال أحمد شوقي في روما، إيطاليا.

لشوقي الريادة في النهضة الأدبية والفنية والسياسية والاجتماعية والمسرحية التي مرت بها مصر، أما في مجال الشعر فهذا التجديد واضح في معظم قصائده التي قالها، ومن يراجع ذلك في ديوانه الشوقيات لا يفوته تلمس بروز هذه النهضة؛ فهذا الديوان الذي يقع في أربعة أجزاء يشتمل على منظوماته الشعرية في القرن التاسع عشر وفي مقدمته سيرة لحياة الشاعر وهذه القصائد التي احتواها الديوان تشتمل على المديح والرثاء، والأناشيد والحكايات والوطنية والدين والحكمة والتعليم والسياسة والمسرح والوصف والمدح والاجتماع وأغراض عامة.
لقد كان الشاعر يملك نصيباً كبيراً من الثقافتين العربية والغربية، كما أفادته سفراته إلى مدن الشرق والغرب. يتميز أسلوبه بالاعتناء بالإطار وبعض الصور وأفكاره التي يتناولها ويستوحيها من الأحداث السياسية والاجتماعية، وأهم ما جاء في المراثي وعرف عنه المغالاة في تصوير الفواجع مع قلة عاطفة وقلة حزن، كما عرف أسلوبه بتقليد الشعراء القدامى من العرب وخصوصاً في الغزل، كما ضمن مواضيعه الفخر والخمرة والوصف، وهو يملك خيالاً خصباً وروعة ابتكار ودقة في الطرح وبلاغة في الإيجاز وقوة إحساس وصدقا في العاطفة وعمقا في المشاعر.
منح شوقي موهبة شعرية فذة، وبديهة سيالة، لا يجد عناء في نظم القصيدة، فدائمًا كانت المعاني تنثال عليه انثيالاً وكأنها المطر الهطول، يغمغم بالشعر ماشيًا أو جالسًا بين أصحابه، حاضرًا بينهم بشخصه غائبًا عنهم بفكره؛ ولهذا كان من أخصب شعراء العربية؛ إذ بلغ نتاجه الشعري ما يتجاوز ثلاثة وعشرين ألفا وخمسمائة بيت، ولعل هذا الرقم لم يبلغه شاعر عربي قديم أو حديث.
كان شوقي مثقفًا ثقافة متنوعة الجوانب، فقد انكب على قراءة الشعر العربي في عصور ازدهاره، وصحب كبار شعرائه، وأدام النظر في مطالعة كتب اللغة والأدب، وكان ذا حافظة لاقطة لا تجد عناء في استظهار ما تقرأ؛ حتى قيل بأنه كان يحفظ أبوابًا كاملة من بعض المعاجم، وكان مغرمًا بالتاريخ يشهد على ذلك قصائده التي لا تخلو من إشارات تاريخية لا يعرفها إلا المتعمقون في دراسة التاريخ، وتدل رائعته الكبرى «كبار الحوادث في وادي النيل» التي نظمها وهو في شرخ الشباب على بصره بالتاريخ قديمه وحديثه.
كان ذا حس لغوي مرهف وفطرة موسيقية بارعة في اختيار الألفاظ التي تتألف مع بعضها لتحدث النغم الذي يثير الطرب ويجذب الأسماع، فجاء شعره لحنًا صافيًا ونغمًا رائعًا لم تعرفه العربية إلا لقلة قليلة من فحول الشعراء.
وإلى جانب ثقافته العربية كان متقنًا للفرنسية التي مكنته من الاطلاع على آدابها والنهل من فنونها والتأثر بشعرائها، وهذا ما ظهر في بعض نتاجه وما استحدثه في العربية من كتابة المسرحية الشعرية لأول مرة.
وقد نظم الشعر العربي في كل أغراضه من مديح ورثاء وغزل، ووصف وحكمة، وله في ذلك أيادٍ رائعة ترفعه إلى قمة الشعر العربي، وله آثار نثرية كتبها في مطلع حياته الأدبية، مثل: «عذراء الهند»، ورواية «لادياس»، و«ورقة الآس»، و«أسواق الذهب»، وقد حاكى فيه كتاب «أطواق الذهب» للزمخشري، وما يشيع فيه من وعظ في عبارات مسجوعة.
جمع شوقي شعره الغنائي في ديوان سماه «الشوقيات»، ثم قام الدكتور محمد السربوني بجمع الأشعار التي لم يضمها ديوانه، وصنع منها ديوانًا جديدًا في مجلدين أطلق عليه «الشوقيات المجهولة».
اشتهر شعر أحمد شوقي كشاعرٍ يكتب من الوجدان في كثير من المواضيع؛ فقد نظم في مديح النبي محمد صلى الله عليه وسلم، ونظم في السياسة ما كان سبباً لنفيه إلى الأندلس بإسبانيا وحب مصر، كما نظم في مشاكل عصره مثل مشاكل الطلاب، والجامعات، كما نظم شوقيات للأطفال وقصصا شعرية، ونظم في المديح وفي التاريخ. بمعنى أنه كان ينظم مما يجول في خاطره، تارة الرثاء وتارة الغزل وابتكر الشعر التمثيلي أو المسرحي في الأدب العربي. تأثر شوقي بكتاب الأدب الفرنسي ولا سيما موليير وراسين.

## أعماله

### أعمال الشاعر الكاملة
خلف ديواناً ضخماً عرف بديوان (الشوقيات) وهو يقع في أربعة أجزاء الأول ضم قصائد الشاعر في القرن التاسع عشر والمقدمة وسيرة لحياته. وقد تمت إعادة طبعه عام 1925 م، واقتصر على السياسة والتاريخ والاجتماع. أما الجزء الثاني فقد طبعه عام 1930م، أي بعد خمس سنوات واشتملت قصائده على الوصف ومتفرقات في التاريخ والسياسة والاجتماع. والجزء الثالث طبع بعد وفاة الشاعر في عام 1936 م، وضم الرثاء.
وظهر الجزء الرابع عام 1943 م، ضم عدة أغراض وأبرزها التعليم، كما للشاعر روايات شعرية تمثيلية وضعت في الفترة ما بين 1929 م، وحتى وفاته منها: خمس مآسٍ هي (مصرع كليوباترا، مجنون ليلى، قمبيز، علي بك الكبير، عنترة، الست هدى (مسرحية). كما للشاعر مطولة شعرية ضمها كتاب (دول العرب وعظماء الإسلام)، تحتوي فصلاً كاملاً عن السيرة النبوية العطرة. وقد تم طبع المطولة بعد وفاة الشاعر، وأغلب هذه المطولة عبارة عن أراجيز تاريخية من تاريخ العهود الإسلامية الأولى وإلى عهد الدولة الفاطمية.
جمع أحمد شوقي أشعاره في ديوانه الكبير “الشوقيات”، وله مسرحيات شعرية رائعة منها “مصرع كليوباترا”، “قمبيز”، “مجنون ليلى” “الست هدى”، “البخيلة”، كما كتب روايات نثرية مثل “عذراء الهند”، وعددًا من المقالات الاجتماعية، ونظم إسلاميات رائعة تغنت بها أم كلثوم وأشهرها “نهج البردة” التي تنافس الشراح على شرحها.
له في النثر بعض الروايات هي عذراء الهند عام 1897م ولادياس ودل و تيمان في عام 1899م وشيطان بنتاؤور عام 1901م وأخيراً ورقة الآس عام 1904م. كما للشاعر العديد من المقالات الاجتماعية التي جمعت عام 1932 م، تحت عنوان أسواق الذهب من مواضيعها الوطن، الأهرامات، الحرية، الجندي المجهول، قناة السويس.
وفي مجال المدح أنشد قصائد في الخديوي إسماعيل وتوفيق وعباس وحسين وفؤاد كما مدح بعض سلاطين بني عثمان ومنهم: عبد الحميد الثاني ومحمد الخامس وبعض الأعيان. وفي الرثاء في الجزء الثالث رثى أمه، جدته، أباه، الخديوي توفيق، ومصطفى فهمي باشا، رياض باشا، بالإضافة إلى بعض الشعراء والكتاب والفنانين كالشاعر حافظ إبراهيم، يعقوب صدوق، فكتور هوغو، تولستوي، المنفلوطي. وفي الغزل له أسلوب جديد أبدع فيه إلا أن المرأة لم تأخذ حيزاً كبيراً فيه ومن ذلك قوله:
كما كان للشاعر شوقي قصائد في القمر والوصف الذي قصره على الأقدمين، ومنه الغزل والخمرة والمدن المنكوبة والأطلال.
وفي الشعر الديني قال العديد من القصائد، منها خمسُ قصائدَ في مدح النبيِّ محمد (صلى الله عليه وسلم)، مثل قصيدة نهج البُردة التي تتكوَّن من 190 بيتًا، وعارض فيها (بُردة البُوصيري) التي يقول فيها:
والثانية هي ذكرى المولد وتتكوَّن من 99 بيتًا، ومطلعها:
والثالثة نظمها عام 1331هـ/ 1914م، ويقول فيها:
والرابعة القصيدة الهَمْزية النبوية التي قالها عام 1334هـ/ 1917م، وهي طويلة تتألف من 131 بيتًا شعريًّا، ومطلعها:
والخامسة وهي أرجوزة طويلة (دول العرب وعظماء الإسلام) بلغت في عدد أبياتها حدَّ الملحمة الشعرية، إذ بلغ عدد أبياتها 1726، نظمها عندما كان في مَنفاه بالأندلس.
وله في السياسة باعٌ طويل، فهو من مؤيدي الدولة العثمانية، وفي حب مصر أنشد وهو في منفاه:
كان شوقي يعتز كونه شاعر القصر الملكي المصري، وكان يطمح قبل ذلك أن يكون الشاعر المفضّل لدى الخديوي، لذا منذ أن عاد من فرنسا وهو شاعر البلاط بدءاً بالخديوي عباس، فلما أوصد باب القصر أمامه بعد رجوعه من منفاه برشلونة بالأندلس، اتجه إلى أن يكون شاعراً لشعب مصر وأمته العربية والإسلامية وأخذ يشاركهم أفراحهم وأحزانهم وآلامهم حيث أصبح لسان حال الشعب والمعبر عن أمانيه والمدافع عن حقوقه، من ذلك قوله:
تغنَّى بالوطن العربي والإسلامي والإنساني، من ذلك قوله في الشرق:
وعالج موضوعَ المرأة والعمل والتربية والأساطير وهو القائل:
واهتم أيضًا بالقضايا الاجتماعية والإنسانية، من ذلك قوله عن حريق مدينة ميت غمر عام 1902م:
وله العديد من شعر المعارضات والحكايات الشعرية.
ولحَّن محمد عبد الوهاب وغنَّى عددًا من قصائد أحمد شوقي مثل: دمشق، النيل نجاشي، مُضْناكَ جَفاهُ مَرْقَدُهُ.

### المسرح الشعري

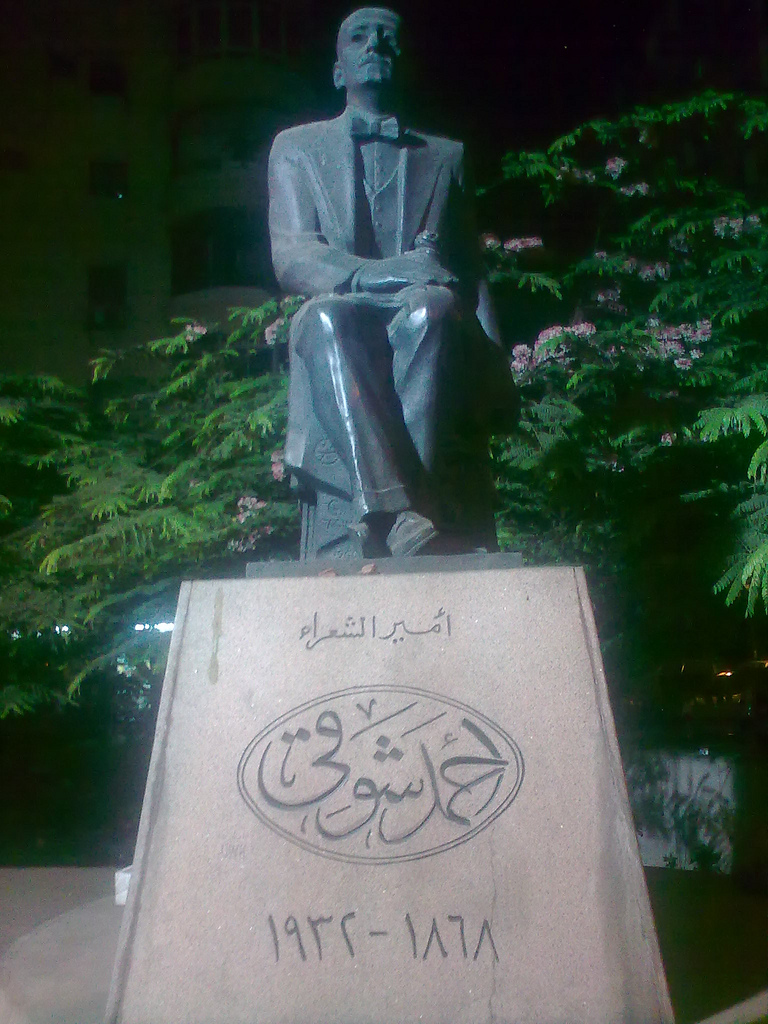
تمثال أحمد شوقي في الدقي بالقاهرة

تعتبر سنة 1893 سنة تحوّل في شعر أحمد شوقي حيث وضع أول عمل مسرحي في شعره. فقد ألّف مسرحية علي برحيات يتفاعل في خاطره حتى سنة 1927 حين بويع أميرا للشعراء، فرأى أن تكون الإمارة حافزا له لإتمام ما بدأ به عمله المسرحي وسرعان ما أخرج مسرحية مصرع كليوباترا سنة 1927 ثم مسرحية مجنون ليلى 1932 وكذلك في السنة نفسها قمبيز وفي سنة 1932 أخرج إلى النور مسرحية عنترة ثم عمد إلى إدخال بعض التعديلات على مسرحية علي بك الكبير وأخرجها في السنة ذاتها، مع مسرحية أميرة الأندلس وهي مسرحية نثرية.
- مسرحية مصرع كليوباترا وأخرجها سنة 1927.
- مسرحية مجنون ليلى (قيس وليلى).
- مسرحية قمبيز كتبها في عام 1931 وهي تحكي قصة الملك قمبيز.
- مسرحية علي بك الكبير وهي تحكي قصة ولي مصر المملوكي علي بك الكبير.
- مسرحية أميرة الأندلس
- مسرحية عنترة وهي تحكي قصة الشاعر الجاهلي عنترة بن شداد وابنة عمه عبلة.
- مسرحية الست هدى
- مسرحية البخيلة
- مسرحية شريعة الغاب

### روايات
- الفرعون الأخير.[18]
- عذراء الهند.
- الفجر الكاذب.

## لقب أمير الشعراء
في يوم الجمعة الموافق 29 أبريل 1927م أقيم في دار الأوبرا القديمة في القاهرة مهرجان لتكريم أحمد شوقي اشترك فيه عدد كبير من الشعراء والأدباء من مختلف الأقطار العربية، وقد بايعوه بإمارة الشعر العربي، وألقى حافظ إبراهيم قصيدة يبايع فيها شوقي قال في أحد أبياتها:
أمير القوافي قد أتيت مبايعًا
وهذي وفود الشرق قد بايعت معي 

## كتب ودراسات عنه
- حافظ وشوقي، طه حسين، مطبعة الاعتماد، القاهرة، الطبعة الأولى، 1343هـ/1923م.
- العربية وشاعرها الأكبر أحمد شوقي، محمد إسعاف النشاشيبي، مطبعة المعارف، القاهرة، 1346هـ/1928م.
- شوقي: صداقة أربعين سنة، شكيب أرسلان 1355 هـ/1936م[21]
- محاضرات عن مسرحيات شوقي: حياته وشعره، محمد مندور 1955م[22]
- شعر شوقي الغنائي والمسرحي، طه وادي.
- أندلسيات شوقي: بحث تطبيقي في أدب شوقي في المنفى وأثر الأندلس في شخصيته وفنه، صالح الأشتر، مطبعة جامعة دمشق، دمشق، الطبعة الأولى، 1378هـ/1959م.
- أحمد شوقي: أمير الشعراء، فوزي عطوي، دار صعب، بيروت، الطبعة الثالثة، 1398هـ/1978م.
- شوقي في ركب الخالدين[23]، نجيب الكيلاني، مؤسسة الرسالة، بيروت، الطبعة الأولى، 1409هـ/1989م.

## وفاته
فاجأ الموت شوقي بعد فراغه من نظم قصيدة طويلة يحيي بها مشروع القرش الذي نهض به شبان مصر، وتوفي في 14 جمادى الآخرة 1351 هـ / 14 أكتوبر 1932م.